# Міхал Волович
Міхал Волович (пол. Michał Wołłowicz; 18 червня 1806 — 2 серпня 1833, Гродно) — польський шляхтич, філарет, філомат, учасник польського повстання 1830—1831 років і керівник партизанського загону на Слонімщині в 1833 році .

## Біографія
Представник литвинського дворянського роду Волович герба «Богорія». Син слонімського підкоморія Казимира Воловича (1779-1849) і Марії Фелькерзамб.
Міхал Волович закінчив Віленський університет. В університеті став членом товариств філаретів і філоматів. Дружив з Ігнацієм Домейко, Олександером Ходзько тощо.
Брав участь в повстанні 1830—1831 років, боровся в складі польсько-литовських загонів під командуванням бригадного генерала Антонія Гелгуда. Після поразки повстання емігрував до Франції, де зблизився з рухом карбонаріїв.
Під впливом Юзефа Залівського вирішив взяти участь в його військовому рейді на територію Білорусії і Литви, щоб підняти там селянське повстання. Передбачалося, що західноєвропейські карбонарії нададуть їм допомогу. За рішенням Юзефа Залівского Михайло Волович повинен був створити і очолити партизанський загін в Слонімсько-Новогрудському окрузі. 19 березня 1833 року повстанці перейшли російський кордон і почали діяти на Слонімщині і Гродненщині. У загін М. Воловича вступили місцеві селяни з Поріччя, Острова і Бардашів. Щоб добути гроші, заколотники напали на пошту. Волович запланував взяти штурмом в'язницю в Слонімі, щоб звільнені в'язні приєдналися до повстанців. Але плани стали відомі владі. Гродненський губернатор М. Н. Муравйов-Віленський наказав оточити повстанський загін на річці Щара. Волович намагався покінчити життя самогубством, але пістолет дав осічку. Повстанці були взяті в полон. Всього було заарештовано більше ста п'ятдесяти чоловік.
11 червня 1833 року в Гродно почався судовий процес. Поруч з Воловичем на лаві підсудних сиділи десять селян Волович був засуджений до восьми тисяч шпіцрутенів, колесування і четвертування, однак Муравйов «пом'якшив» вирок: 2 серпня 1833 року Михайла Воловича повісили в Гродно (на Скідельській заставі, за пороховими складами). Решта повстанців були заслані в Сибір — на каторжні роботи, в арештантські роти, на поселення.